# Bréhéville
Bréhéville ist eine französische Gemeinde mit 186 Einwohnern (Stand: 1. Januar 2022) im Département Meuse in der Region Grand Est (bis 2015 Lothringen). Sie gehört zum Arrondissement Verdun und zum Kanton Montmédy. Die Einwohner werden Bréhévillais genannt.

## Geografie
Bréhéville liegt etwa 25 Kilometer nördlich von Verdun. Umgeben wird Bréhéville von den Nachbargemeinden Brandeville im Nordwesten und Norden, Marville im Norden und Nordosten, Jametz im Nordosten, Vittarville im Nordosten und Osten, Lissey im Osten, Écurey-en-Verdunois im Südosten und Süden, Vilosnes-Haraumont im Süden und Südwesten sowie Fontaines-Saint-Clair im Südwesten und Westen.

## Bevölkerungsentwicklung
| Jahr                       | 1962 | 1968 | 1975 | 1982 | 1990 | 1999 | 2006 | 2019 |
| Einwohner                  | 306  | 302  | 261  | 263  | 250  | 206  | 171  | 168  |
| Quellen: Cassini und INSEE |      |      |      |      |      |      |      |      |

## Sehenswürdigkeiten
- Kirche Saint-Jean-Baptiste, 1769 erbaut

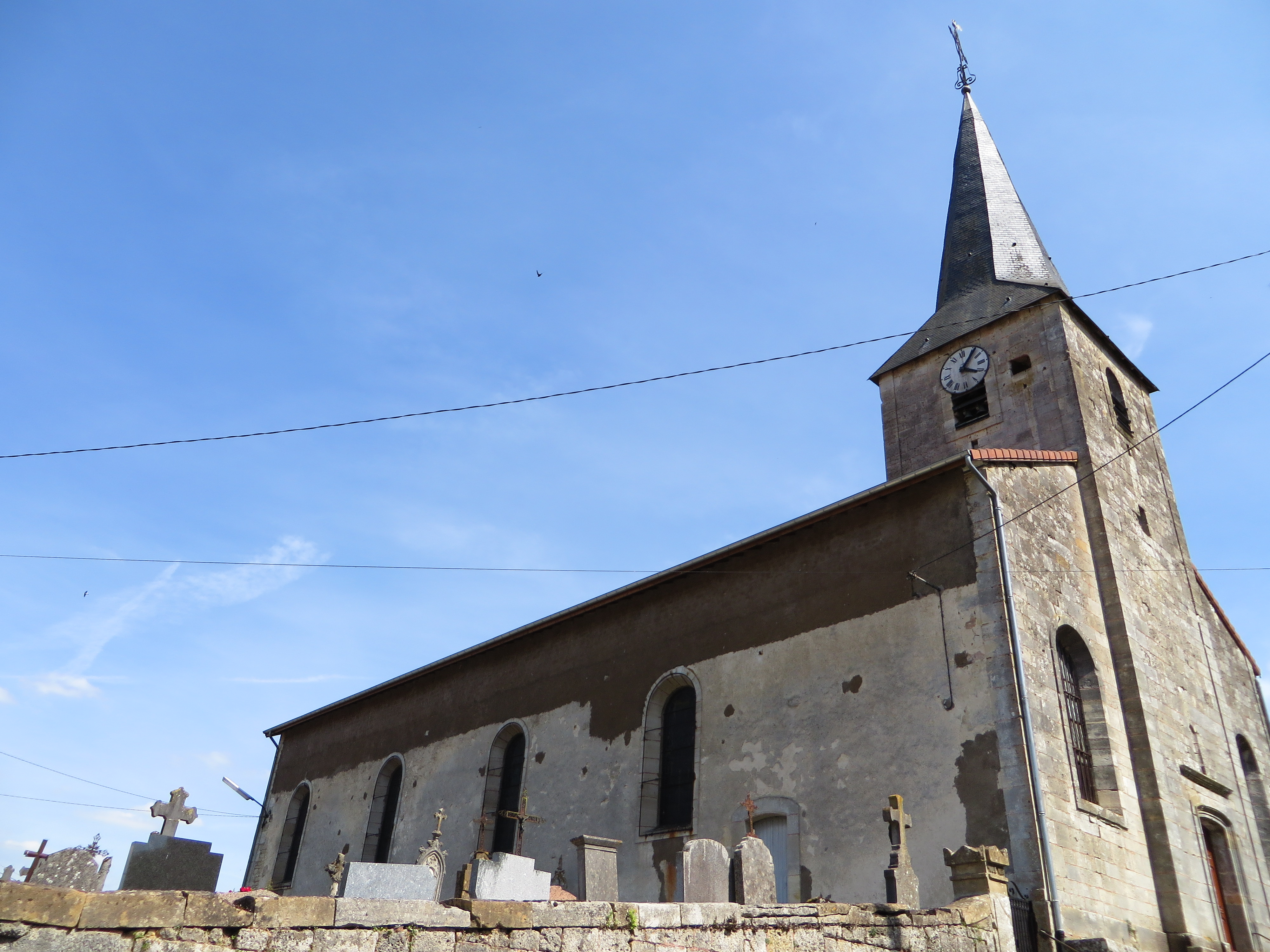
Kirche Saint-Jean-Baptiste

## Persönlichkeiten
- Edmond Pichon (1882–1961), Autorennfahrer